# Organic Reactions

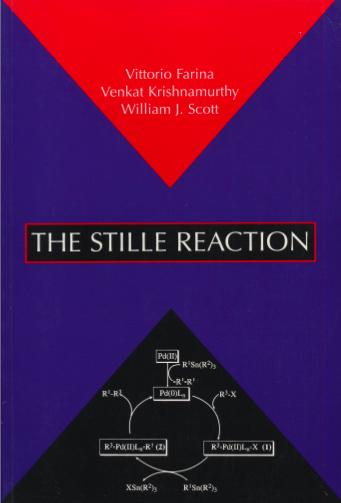
Organic Reactions sind teilweise in Bände zu nur einem Reaktionstyp – hier zur Stille-Reaktion – gegliedert.

Organic Reactions, abgekürzt Org. React. oder OR, ist ein Übersichtswerk über die Literatur und Anwendung von  chemischen Reaktionen in regelmäßig erscheinenden Bänden. In jedem Kapitel wird eine chemische Reaktion mit entsprechender Primärliteratur und einer Übersicht der bekannten Reaktionen behandelt. Dazu kommen  mechanistische und experimentelle Informationen.